# Операция „Компас“
Операция „Компас“ е първата голяма военна операция на Съюзниците, по време на Северноафриканската кампания, част от военните действия във Втората световна война. Тази операция води до голямо настъпление на британските войски и тези на нейните колонии в Либия, и залавянето на повече от 100 хил. италиански войници, с минимален брой дадени жертви. Това е първият случай, в който австралийските части вземат участие във Втората световна война.

## Прелюдия към битката
Италия обявява война на Франция и Англия на 10 юни 1940 година. Италианските сили в Либия не са уведомени за решението на Мусолини.
Британските сили в Египет провеждат серия от нападения през границата с Либия. На 12 юни се завръщат всички патрули. Те водят пленени 70 италиански войници. Фортовете Мадалена и Капуцо са превзети от британските части почти без съпротива. Бенито Мусолини кара либийския генерал-губернатор – маршал Итало Балбо – да започне широкомащабна офанзива срещу британците в Египет. Целта на Дучето е овладяването на Суецкия канал и последствено свързване на войските в Либия с тези в италианска Източна Африка. Поради ред причини маршал Балбо отказва. След смъртта му на 28 юни, Мусолини започва да убеждава неговия заместник Родолфо Грациани. Също както Балбо, Грациани отказва.
Грациани е командир на италианската 10-а армия на изток в Киренайка, Либия и 5-а армия, разположена на запад в Триполитания. След като французите в Тунис вече не представляват опасност за Триполитания, 5-а армия се присъединява към 10-а армия, за да се осигури смазващо преимущество.
Първоначално Съюзниците имат 36 хил. войника, разположени да защитават Египет срещу 150 хил. италиански войски, дислоцирани в Либия. В Киренайка италианците разполагат с 542 самолета, но само 306 са от тях са в изправно състояние. Самолетите, използвани от двете страни в пустинята, са стари биплани. Италианците разполагат с Фиат CR.32 и Фиат CR.42, докато британците имат на въоръжение Глостър Гладиатор (през август правят заявка за нови, до края на годината получават 87 изтребителя Хърикейн, 85 бомбардировача Бленхайм IV и 41 бомбардировача Уелингтън).
На 7 септември 1940 година, Мусолини отправя ултиматум на Грациани или да нападне британците, или ще бъде уволнен. Грациани изказва съмнения за боеспособността на своята по-голяма, но като цяло слабо механизирана войска. Британците, за разлика от италианците, са по-малко на брой, но силно механизирани. Единствената мобилна група на Грациани, група Малети, е частично моторизирана и леко бронирана. Тя се командва от генерал Пиетро Малети, но дори тя не разполага с достатъчно транспортни средства. Танковете им са предимно Фиат L3, въоръжени с картечници. Най-тежкия танк, с който разполагат, е Фиат M11/39. Тази машина е оборудвана със сравнително слабо, монтирано на купола, 37-мм оръдие и броят му е ограничен.
Британските войски разполагат с известен брой бързи танкове „Крузър“ (Крузър Мк I, Крузър Мк II и Крузър Мк III), които са достатъчно добри да се справят с M11/39. Освен това те имат ограничен брой пехотни танкове Матилда, които са бавни, но с дебела броня, която италианските танкови и противотанкови оръдия не могат да пробият. Единствено противовъздушните им 88-мм оръдия са ефективни срещу тях.

## Бойни действия

### Настъпление на 10-а армия
Въпреки всичко Грациани последва заповедите на Мусолини и 10-а армия атакува на 13 септември 1940 година. Италианските части пресичат либийско-египетската граница и навлизат в Египет. В допълнение на няколко пехотни дивизии и група Малети, седемте атакуващи дивизии включват по-голямата част от свободните либийски войници. Либийските кавалерийски полкове (наричани Савари) формират част от Кралския корпус на Либийските колониални части (на италиански: Regio Corpo Truppe Coloniali della Libia), който включва пустинни, кавалерия използваща камили, пехотни батальони, артилерия и нередовна кавалерия – спахии.
Италианците напредват приблизително 95 километра за три дни. След като си връщат форт Капузо, прогресът намалява. Настъплението им спира при град Сиди Барани на 16 септември. Те се окопават, укрепват позициите си и започват да чакат подкрепления и припаси.
През това време военноморските сили на Англия прехвърлят войски, включително самолетоносача HMS Illustrious, в Средиземно море, което утежнява доставянето на провизии за италианците в Северна Африка.

### Първоначална британска атака
Планът за атаката над италианските лагери в началото на операция Компас е базиран на снимките от британските разузнавателни самолети. Те дават информация за разположението, укрепленията и наличието на минни полета. Британците провеждат серия тренировки, които кулминират в Учение 1, атаки над точни копия на италианските лагери (войниците не са уведомени). Вечерта на 26 ноември О'Конър събира старшите офицери от своя щаб, за да ги инструктира за Учение 2, прикритие за началото на операция Компас. Като предпазна мярка много от участващите войници не са информирани, че това не е учение почти до момента, в който трябва да влязат в битка. Действията на британците са прикривани от бойна група, която осъществява серия нападения преди началната дата. На 19 ноември при едно такова нападение са унищожени пет танка и убити или ранени 100 италианци. Британските загуби наброяват само 5 души.
От октомври британските кралски военновъздушни сили извършват непрестанни атаки срещу италиански складове за продоволствия, казарми и летища. На 7 декември те се съсредоточават върху летищата и унищожават 39 самолета през следващите две нощи.
На 8 декември 1940 година съюзническите части започват да се придвижват използвайки пролука в защитната линия на юг от Сиди Барани. Планирането на операцията (и откриването на пролуката) често се преписват на бригаден генерал Ерик Дорман Смит. До 500 часа индийската 11-а бригада достига до сборния пункт на северозапад от италианския лагер край Нибейва. В 700 часа започва артилерийски обстрел срещу италианските позиции. В същото време пехотни танкове Матилда от 7-и кралски танков полк се придвижват към северозападния ъгъл на лагера. Този район не е миниран и там са паркирани 23 танка М-11. Италианските екипажи са напълно изненадани и голяма част от машините им са унищожени. Британската пехота, следваща танковете Матилда, унищожава останалите. Италианският лагер е с размери 2200 на 1600 метра. Разполага с множество окопи и картечни гнезда. Защитниците от група Малети (на италиански: Gruppo Maletti) се съпротивляват в продължение на два часа и половина. Генерал Малети отказва да се предаде. Бива убит, излизайки от своя окоп с картечница в ръка. Пленени са около 4000 италианци, а жертвите 7-и кралски танков полк са двама убити и трима ранени.
Битката приключва в 1040 часа. Британските бронетанкови части започват подготовка за атака на следващата цел – Тумар Ист. В 1335 часа те атакуват следващия лагер през отвор в стената. В този случай съюзническата пехота среща по-ожесточена съпротива. След двучасов бой са пленени 2000 италианци. Следващата цел, Тумар Уест, пада бързо, след като италианците организират контраатака, отбита лесно на открития терен.
Началото на операция Компас става известна на италианците като битката при Мармарика. Британците я наричат битката за лагерите. Битката при Мармарика идва от името на крайбрежната равнина, където се провежда битката. Битката за лагерите идва от отделните италиански лагери, които сформират защитната линия при Сиди Барани.
През същия ден на запад 11-и хусарски полк достига бреговия път водещ към Сиди Барани, 7-и хусарски полк прекъсва телефонните комуникации, а 4-та бронетанкова бригада се намира на югоизток от Buq Buq. 6-и кралски танков полк трябва да посрещне противниковите танкове, но те се намират в Нибейва за през нощта. След като достига пътя, 7-и хусарски полк получава задачата да прочисти Уади el Kharruba. Задачата е изпълнена до 1140 часа.
На 9 декември прогресът е слаб. През нощта 1-ва либийска дивизия се опитва да се изтегли, след като е обстрелвана от кралския флот. Попада между настъпващите от запад 4-та бронетанкова дивизия и британската 16-а бригада от юг.
На 10 декември бригаден генерал Ломакс решава да поеме инициативата. 1-ви и 2-ри батальон атакуват, но са спрени от точен артилерийски обстрел от италианска страна. Единадесет танка Матилда от 7-и кралски танков полк подпомагат атаката и успяват да обходят по левия фланг. 2-ри батальон пробива при южния периметър и се оказват пред голям брой противникови войници. 2000 италианци се предават.
Бойна група Selby, подкрепена от 4-ти кралски танков полк, продължава да среща съпротива от 1-ва либийска дивизия. Британският танков полк остава само със седем танка Крузър и шест леки танка. Като подкрепление е използвана артилерията на индийската 4-та дивизия. На следващия ден съпротивата е сломена.
Сутринта на 11 декември О'Конър постига пълна победа и възможността да се възползва от нея. Кралските военновъздушни сили постигат пълен контрол над небето с цената на десет загубени самолета. До този момент са пленени 20 хил. италианци, унищожени са 180 оръдия и 60 танка. Всичко това на цената на 600 убити, ранени и изчезнали (250 от тях от британската 16-а бригада). О'Конър иска да продължи атаката, но генерал Арчибалд Пърсивал Уейвъл нарежда на индийската 4-та пехотна дивизия да вземе участие в офанзивата срещу италианските части в италианската Източна Африка. На 14 декември индийците са заменени от австралийската 6-а дивизия. Те едва са завършили обучението си, нямат бронетанков полк и имат само един артилерийски полк, въоръжен с новите 25-фунтови полеви оръдия.
7-а бронетанкова бригада не успява да предотврати евакуацията на лагерите Софафи и Рабия. Липсата на късмет продължава да ги съпътства и при следващата цел – Buq Buq. Намират скоро изоставен лагер. Следват обхождащи маневри и атаки срещу отстъпващите италианци, които в крайна сметка се предават. Единствено Regia Aeronautica продължава съпротивата и провежда няколко атаки.
В рамките на три дни британците унищожават 237 артилерийски оръдия, 73 леки и средни танка, а 38 хил. войника са убити, ранени или пленени.

На 11 декември италианският министър Галеацо ди Чано записва в дневника си: 
| „ | Нещата наистина се развиват зле в Либия. Четири дивизии трябва да се считат за унищожени и Грациани, който докладва за духа и решителността на противника, не казва нищо за това, какво би могъл да стори, за да парира удара... Той [Мусолини] все още се надява, че Грациани ще може и ще спре британското напредване. | “ |

### Бардия, Тобрук и Дерна
Отстъпващите италиански части по пътя между Солум и Бардия са обстрелвани от британския кралски флот. Единствено благодарение на артилерията успяват да държат на разстояние напредващите съюзнически части. Британската 7-а бронетанкова дивизия, с командващ генерал сър Майкъл О'Мур Крег, преминава през Мечили, Мсус и Антелат, докато австралийската 6-а дивизия преследва италианците по протежение на бреговия път, заобикалящ планината Джебел Акдар от север. На 13 декември 4-та бронетанкова дивизия се присъединява отново към фронтовата линия. Преминава през пролука между Халфая и Сиди Омар. Целта им е да обходят италианския фланг, да блокират пътя Бардия-Тобрук и по този начин да изолират Бардия. Сформирани са две колони: група Комб, под командването на 11-и хусарски полк (и част от него), 2-ри бронетанков полк и две батареи на кралската конна артилерия и група Birks, с останалата част на 11-и хусарски полк (2-ра рота с бронирани коли на кралските военновъздушни сили) и 7-и хусарски полк. До 1000 пътят е овладян. Бронираните коли са особено уязвими на въздушни атаки и италианците сформират ескадрон самолети, чиято задача е да ги унищожава. След двайсет извършени нападения през този ден 11-и хусарски полк е принуден да се изтегли.
През същия ден отбранителните ариергардни действия на италианците край Капузо попречват на 7-а бронетанкова дивизия да блокира пътя между Солум-Бардия. До изгрев на следващия ден всички италиански части се изтеглят в Бардия.
На 16 декември отговорността за намаляване на защитния периметър се пада на Caunter. Атаката на батальон C от 2-ри кралски танков полк, под командването на капитан Pat Hobart започва с артилерийски обстрел от 4-та кралска конна артилерия. Тя завършва успешно с ново масово предаване на италианци. На 17 декември Aphis навлиза в пристанището и потапя няколко кораба преди да се измъкне невредим. На следващия ден е опит да се повтори маневрата, но корабът е прогонен от самоходни оръдия.

#### Бардия
Италианците укрепват силно Бардия и Тобрук. Пленени планове показват почти непрекъснат противотанков ров около града. Той е с приблизителна дължина от 29 км. Зад него са разположени две защитни линии от подземни постове. Постовете в първата линия са приблизително през 728 метра, защитени от собствен противотанков ров, прикрит с тънки дъски. Между тях е разположена бодлива тел. Всеки пост разполага с едно или две противотанкови оръдия и до четири картечници, разположени в бетонни укрепления (без горна част), свързани с подземни укрития. Разстоянието между постовете във втората линия е около 400 метра. При тях липсва противотанков ров и използваната бодлива тел е по-малко.
Щабът на О'Конър оценява броя на италиански войници в обкръжението на 20 хиляди. Въздушните снимки показват голям брой оръдия, оценени на около 110 броя. О'Конър предлага на австралийския командир генерал-майор Айвън Маккей, да извърши серия кратки нападения под прикритието на артилерия. Патрулите започват незабавно, като целта е да се осъществи контрол над ничията земя. Сблъсъците са редки, а картечният и артилерийският огън на италианците не причиняват загуби.
До Коледа съюзническите загуби наброяват 20 души. Причинени са от т.нар. термосни бомби, които се разпръскват от въздуха и се активират при докосване на земята.
О'Конър е склонен да използва останалите танкове Матилда за атаката и нарежда на Маккей да изготви план съгласно това решение. Освен това обещава подкрепата на артилерията, наброяваща 118 полеви и 42 средни оръдия. Планът придвижва атаката да се проведе между 45. и 47. пост и е запланувана за 3 януари. Планът включва 25-минутен артилерийски обстрел, след който пехотата (водена от 2/1-ви батальон), подкрепена от инженерни части, ще пробият огражденията от бодлива тел, ще превземат четири италиански поста и ще затрупат частично противотанковия ров. Това ще позволи на 7-и кралски бронетанков полк да атакува, последван от другите пехотни части.

##### Първа фаза
Кралските военновъздушни сили извършват бомбардировки на крепостта от 31 декември. На 2 януари към тях се присъединяват Кралските военноморски сили с корабите Терор, Aphis и Ladybird, които обстрелват италианските позиции.
На 3 януари атаката започва. Челните пехотни отряди, подкрепени от инженерни части, пробиват оградата от бодлива тел. Веднага след това те се разделят. Инженерните части започват приготовления за взривяване на противотанковия ров, а пехотните атакуват и превземат постове 49 и 47 от първата и пост 46 от втората линия. В рамките на половин час пада и 48., а през това време втора рота превзема постове 45 и 44. След това достигат ниска каменна стена, където са разположени италиански войници. Атака е успешна и са взети в плен 400 войника. Около 630 часа са разчистени шест пътеки, а в 700 часа 23 танка Матилда от 7-и кралски бронетанков полк, подкрепени от 2/2-ри батальон преминават през тях. Италианците отново не могат да спрат британските танкове, а австралийската пехота унищожава укрепените позиции с гранати. Италианските артилеристи дават отпор до последно и загиват край оръдията, които обслужват.
2/3-ти батальон, подкрепени от ескадрон А на 6-и кавалерийски полк, преминават през бодливата тел в 750. До 920 часа постигат всичките си цели и се свързват с 2/1-ви батальон. 2/3-ти батальон е атакуван от шест италиански танка, които по-късно са унищожени от 2-паундови противотанкови оръдия, монтирани върху камиони. През целия ден броят на пленените италиански войници расте. До обяд той надхвърля 6000 души. Британските линейни кораби Barham, Valiant и Warspite, придружени от четири ескадрени миноносци обстрелват в продължение на 45 минути предварително избрани италиански позиции в града.

##### Втора фаза
По време на втората фаза 2/5-и батальон, подкрепен от две роти на 2/7-и батальон, атакува към десния фланг на линия Суич. Попадат под артилерийски и картечен обстрел, което спира офанзивните действия. Минохвъргачките на батальона и картечниците от 1-ви Нюфаундлендски полк отвръщат на огъня. През това време една рота обхожда Уади Scemmas и пленява 3000 италиански войника.
След като е превзет пост 24, два танка Матилда подпомагат превземането на пост 22. Защитниците на пост 25 се предават и до 1500 часа 2/5-и батальон достига пост 20. Боевете продължават вечерта и през нощта и са овладени около 2700 метра от периметъра както и половината защитна линия Суич. 2/6-и батальон среща решителната съпротива на италианските защитници на пост 11. Италианците извършват три контраатаки, които са отблъснати. Въпреки тях до края на деня австралийците превземат пост 7 и част от пост 9 с цената 38 убити и 26 ранени.
На следващия ден австралийската 16-а бригада продължава настъплението от двете страни на града. Между обяд и залез слънце по дългия девет километра фронт се предават около 10 хил. италиански войника. На юг изтощената австралийска 17-а бригада напредва бавно. В резултат на италианския артилерийски обстрел получава заповед да спре. 19-а бригада е изтеглена напред, за да осъществи атака, подкрепена от танкове и артилерия, през следващия ден. 2/11-и, 2/4-ти батальон, подкрепени с шест танка Матилда, осъществяват пробив и се възползват от ситуацията. Атаката приключва до 1300 часа, а бригадата губи едва трима души. Пленени са хиляди италиански войници, сред които двама дивизионни командири.
Появата на танковете принуждава защитниците на пост 11 да се предадат (350 войника, 26 офицера, две полеви и шест противотанкови оръдия, 12 средни и 26 леки картечници).
Пленени са около 38 300 италиански войника, 26 брегови артилерийски, 7 средни, 216 полеви, 26 тежки противовъздушни, 41 пехотни (65-мм) и 146 противотанкови оръдия, 12 боеспособни средни танка, 115 танкети L3 и 708 превозни средства. Съюзническите загуби възлизат на около 500 души, от които австралийските са 130 убити и 326 ранени.

#### Тобрук
По време на битка за Бардия самолети Бленхайм бомбардират летищата в Газала, Дерна и Тмими, Хърикейн патрулират на запад и Глостър Гладиатори осигуряват допълнителна подкрепа. Действията им са толкова ефективни, че италианците успяват да се появяват в небето над Бардия едва следобеда на 5 януари, когато битката е приключила. През същия ден 7-а бронетанкова бригада напредва към летището в Ел Адем, което се намира на 13 км южно от Тобрук, а на следващия ден патрулират на запад от него. 1-ви хусарски полк открива летището при Bir el Gubi изоставено. Обсипано с останки на унищожени самолети, то свидетелства за ефективността на съюзническите военновъздушни действия.
За да опрости командната линия, Уейвъл нарежда на 13-и корпус да мине под директното командване на О'Конър. Това разрешава някои комуникационни проблеми, съществували преди това. О'Конър нарича този период: най-ефективното и щастливо време от командването ми.
До обяд на 7 януари австралийската 19-а бригада с два артилерийски полка и 1-ви Нюфаундлендски полк достигат позициите на 4-та бронетанкова бригада и оформят източния периметър край Тобрук. И тук защитата е изградена от два пръстена от подземни бетонни постове, с ограда от бодлива тел и противотанков ров (незавършен). Периметърът е с дължина от 48 км. Според документи, пленени в Бардия, по протежението му са разположени 128 поста, командвани от генерал Petassi Manella от 22-ри корпус, който наброява 2 хил. войника (61-ва Sirte дивизия, 7000 души гарнизон, обслужващ складовете персонал, както и деморализирани бегалци от Бардия), 220 оръдия, 45 леки и 20 средни танка. Сред спасилите се при падането на Бардия е генерал Анибале Бергонзоли, а когато достига Тобрук му е поверена защитата на града. Защитният периметър на Тобрук е по-дълъг, а защитниците са по-малко. Въпреки това съюзническата атака е отложена, докато бъдат доставени амуниции.
През нощта на 9-10 януари австралийските 16-а и 19-а бригади започва патрулиране на ничията земя. Тези действия разкриват нова опасност, мини активирани при настъпване на детонираща жица. В резултат на патрулите е взето решение за мястото на пробива – между пост 55 и 57, където противотанковия ров е най-плитък. Този район е огледан внимателно от двама инженерни офицери в нощта между 15 и 16 януари.
Атаката е определена за 21 януари. Планът на Маккей е подобен на използвания при Бардия, пехотата трябва да осъществи пробив, за да гарантира лесното преминаване на танковете от 7-и кралски бронетанков полк. За атаката са отделени 18 оцелели танкове Матилда. Два дни преди това бомбардировачи „Уелингтън“ и „Бленхайм“ хвърлят 20 тона бомби над италианските позиции, a мониторът Терор и съпровождащите го канонерки се присъединяват в обстрела.

##### Първа фаза
На 21 януари в 540 часа започва артилерийският обстрел, предшестващ атаката. Скоро след него започва настъплението на 2/3-ти батальон, съпътствани от инженерните части на 2/1-ви батальон. Един взвод губи 20 души от добре замаскирана мина. Един от уроците, научени при Бардия, е използване на бързината за по-лесно овладяване на посочените цели. По тази причина войниците носят единствено оръжията си, амуниции и раница с продоволствия. Пост 56 е превзет бързо, последван от 54. и 55., като вторият ги забавя само половин час. До 645 2/3-ти батальон превзема пет поста, а първите танкове започват да се придвижват. До 900 часа е превзет пост 81, в рамките на два часа и половина са овладени общо двадесет и един поста. Следващата част, която преминава през пробива, е 2/2-ри батальон, последвани 2/6-и батальон, 1-ви Нюфаундлендски полк и ескадрон А от 6-и кавалерийски полк (въоръжени с дузина италиански средни танка).
Австралийската 19-а дивизия навлиза дълбоко в позициите на италианците. Пехотата ѝ е прикривана от масиран артилерийски обстрел (на английски: Creeping barrage), който се придвижва с 200 ярда (188 метра) на всеки две минути. В дясно 2/11-и батальон постига целите си без загуби, докато 2/8-и батальон вляво попада под тежък обстрел. Огънят идва от позиция с десет окопани танка. Срещу тях се извършват серия излази от пехота, въоръжена с ръчно стрелково оръжие, противотанкови пушки и гранати. С напредването са открити още такива позиции поддържани от артилерия и укрепени отбранителни точки. В тези боеве 2/8-и батальон унищожава 22 танка и пленява 1000 войника.

##### Втора фаза
Втората фаза започва в 1400 часа с подновена артилерийска поддръжка. Отблъснати е атака на няколко италиански танка. 2/4-ти батальон атакува в посока форт Соларо, където се предполага, че се намира италианският щаб. Предположението е погрешно, но в близките пещери намират това, което търсят. Командирът на корпус Manella се предава на лейтенант J. S. Copland. 2/8-и батальон атакува към форт Pilastrino, а на 2/11-и батальон е заповядано да превземе от юг укреплението, гледащо към пристанището.
През това време 2/3-ти батальон продължава да води боеве по външния периметър, където среща решителна съпротива. Благодарение на артилерийска и бронетанкова поддръжка са превзети постове 39 и 36, след което настъплението продължава към пост 34. И тук са взети в плен голям брой италиански войници.
Същата нощ Маккей раздава заповедите за следващия ден. 7-а бронетанкова дивизия трябва да осъществи пробив от запад, а австралийската 16-а бригада да атакува в посока северозапад.
2/4-ти батальон и няколко танка Матилда навлизат в града в 1020 часа. Организираната съпротива е сломена до обяд. Италианският военноморски щаб се предава заедно с още 1500 души. Над града се носи пушек от горящите цистерни гориво и кораба San Giorgio.
Пленени са 208 полеви и средни оръдия, 23 средни танка и над 200 превозни средства. Пленени са над 25 хил. войника, а Бергонзоли отново успява да се измъкне. Ранени са 306 австралийци, а 49 са убити или загиват от раните си.

#### Дерна
На 22 януари Уейвъл съобщава на О'Конър, че Бенгази е цел от първостепенно значение. Генералният щаб в Лондон смята, че градът трябва да се превърне в силна военноморска и военновъздушна база. По тази причина на следващия ден 7-а бронетанкова и австралийската 6-а бригада са изпратени към Дерна. Единствените пълни бойни италиански формации са 60-а (Сабрата) дивизия, бронетанкова бригада Babini и елементи от формации, пристигащи от Триполитания. 7-а бронетанкова дивизия се придвижва по главния крайбрежен път, но го открива блокиран край Maturba. През следващия ден патрулите осъществяват контакт с италианските части при Siret el Chreiba, на десет километра от Дерна. 4-та бронетанкова дивизия се намира на 40 км от Мечили. На 24 януари те влизат в бой с италианска формация, подкрепена от 50 средни танка, близо до железопътната линия между Дерна-Мечили. Унищожени са 9 от тях с цената на един танк Крузър и шест леки танка.
Челните елементи на австралийската 6-а дивизия достигат Maturba. На 25 януари в 1230 2/11-и батальон са на миля от Siret el Chreiba и започват настъпление по протежение на пътя. Лявата група попада под картечен и артилерийски обстрел от близките хребети, а четири танка и осем разположени на камиони картечници забавят атаката до вечерта. Падането на нощта позволява на австралийците да напреднат, да превземат хангарите и други сгради край летището. През това време дясната група североизточния край на летището, гледащ към Дерна и брега. Между изгрев и 800 часа 2/11-и балальон, подкрепен от артилерия, превземат хребетите.
Щабът на О'Конър счита, че италианският щаб се намира в близост до Мечили. Наредено е да се направи всичко възможно да не се измъкнат. На една група е наредено да блокира всякакво движение на изток и север от града, 4-та бронетанкова бригада да патрулира на югозапад и северозапад от града, а 11-и хусарски полк на юг от него. На 26 януари 7-а бронетанкова бригада получава чаканото гориво и се насочва, за да прекрати движението по железопътната линия Мечили-Слонта. Австралийската 17-а бригада получава заповед да се придвижи и атакува Мечили, но следващата сутрин носи разочарование. Разузнавателен полет открива основните сили на италианците, движещи се на северозапад към El Faidia. Започва неуспешно преследване, прекратено на 29 януари.
О'Конър получава добри новини, към 12 февруари се очаква да пристигнат свежи подкрепления под формата на два полка от 2-ра бронетанкова дивизия. Решава да изчака да достигнат основните му части и да бъдат доставени продоволствия и амуниции преди да заповяда на 7-а бронетанкова дивизия да завие на югозапад и блокира пътя под Бенгази, по този начин вкарвайки в капан италианските части в Киренайка. През това време решава австралийците да продължат своята офанзива, задържайки вниманието на противниковата армия.
През това време австралийците срещат съпротива край Уади Дерна. 2/4-ти батальон е изправен пред атака на 1000 италиански войника, отблъсната благодарение на картечарите от 1 NF. При височините над Дерна 2/11-и батальон среща силна съпротива преди да успее да превземе форт Rudero. Пленени са 290 войника и 5 оръдия.
Италианците продължават да се държат през 28 януари. Артилерията им е отлично разположена и доставя точен и тежък огън. Същата вечер патрули от 6-и кавалерийски и 11-и хусарски полк затягат обкръжението от юг. Италианският обстрел е изключително силен на 29 януари, най-вече в района на 2/11-и батальон, но в ранните часове на следващия ден са забелязани огньове в Дерна. Изпратеният патрул докладва, че градът е напуснат.
За следващия си ход О'Конър избира най-надеждните танкове от 4-та и 7-а бронетанкови бригади. През това време присъствието на 11-и хусарски полк в действията на австралийците оставя впечатлението, че италианците са преследвани от всички налични сили. Грациани решава да отстъпи възможно най-далеч. Това принуждава О'Конър да промени плановете си. Няма време за изчакване на 3000 тона продоволствия, водни запаси и гориво, нито за двата полка със свежи подкрепления.

### Битка при Беда Фом
О’Конър е изправен пред дилема. Недостатъчната подготовка може да се окаже пагубна за групата, изпратена да отцепи пътя под Бенгази. Освен това пътят преминава през 242 км слабо проучена пустиня, а самите машини са износени от продължителните операции. Съпътстващите колоната камиони могат да носят храна за два дни и амуниции за две презареждания. Той взема решение и на сутринта на 4 февруари 4-та бронетанкова бригада потегля, водена от бронирани коли. Началното придвижване (около 80 км) е през каменна пустиня.
Generale d'Armata Giuseppe Tellera разбира от прихванато радиосъобщение, че целта на настъплението е Solluch и изпраща гарнизони към форта там и към Sceleidinia. В допълнение са разпръснати термосни бомби, които допълнително забавят съюзническото настъпление.
Щом излизат от каменната пустиня, 11-и хусарски полк се насочва към Msus и го превзема след кратки боеве. С приближаване на крайната си цел до колоната достига новината, че на юг от Бенгази се придвижва голяма италианска колона, забелязана от самолет Хърикейн. Генерал-майор M. O'Moore Creagh взема две важни решения (и двете одобрени от О’Конър). Първо, вместо да се придвижат на запад от Msus до Solluch, те потеглят на югозапад през Antelat до района на Beda Fomm и Sidi Saleh. Там се установява блокираща позиция. Второ, решено е че скоростта е от изключителна важност и по тази причина е създадена бързоподвижен авангард, група Комб. Командването е поверено на лейтенант-полковник Комб от 11-и хусарски полк. Групата е съставена от ескадрон В (11-и хусарски полк), ескадрон А (1-ви кралски гвардейски драгунски полк), 2-ри батальон (стрелкова бригада), батарея В (4-та кралска конна артилерия) с 25-паундови полеви оръдия (с по 160 снаряда на оръдие) и девет 37-мм противотанкови оръдия Бофорс, монтирани върху камиони на 106-а кралска конна артилерия (Ланкаширските хусари), който също така използват пленените 20-мм противовъздушни оръдия Бреда.
Сутринта на 5 февруари групата, наброяваща 140 машини и 2000 войника, тръгва пред основната колона. Към средата на деня те достигат пътя край Sidi Saleh южно от Beda Fomm. Ескадрон В от 11-и хусарски полк се разполага в района, а ескадрон А от 1-ви кралски гвардейски драгунски полк е изпратен да охранява потстъпите от Триполитания на юг. Рота А от 2-ри батальон се окопава край пътя, а други две роти и осем противотанкови оръдия са разположени на възвишенията на изток. Деветото оръдие е отмонтирано и поставено в дефиле между пясъчните дюни, а за него четвърта стрелкова рота заедно с 25-паундовите оръдия. Няма точни сведения за позицията на противовъздушните оръдия на 106-а кралска конна артилерия, но е известно, че има по едно от двете страни на пътя.
Равният терен не представлява идеална позиция за забавящи действия или за спиране на значително по-многоброен противник. Пехотата успява да се окопае и да постави малко количество мини преди в 1430 часа да започнат да се появяват първите италианци. Представляват конвой от 5000 войници и цивилни бегълци. Огънят от бронираните коли и 25-паундовите оръдия унищожава няколко камиона. Страхувайки се от австралийските формации, основните италиански боеспособни части се намират в тила на колоната, а тези изправени срещу група Комб са основно административни части. 10-и Bersaglieri полк започва серия некоординирани атаки срещу британските позиции. Италианците нямат бронетанкова и артилерийска поддръжка и се отблъснати два пъти. На третия срещу тях са изпратени бронирани коли, които стрелят срещу всяка открита цел.
В късния следобед пристига 4-та бронетанкова бригада. Creagh приема предложението на Комб да атакува италианската колона, изпратени са 3-ти, 7-и хусарски и 2-ри кралски бронетанков полк. 7-и хусарски полк достига Beda Fomm в 100 часа и атакува. Унищожени са две колони превозни средства и артилерия. Множество италианци се предават през нощта, а други се измъкват, преминавайки край бреговата линия. Част от тях са заловени от британските части, разположени на юг. До тази момент продоволствията и амунициите на група Комб са на привършване. Оръдията на 4-та кралска конна артилерия са останали с по 30 снаряда, а всичкото гориво е отделено за бронетанковите части.
В тила на италианците австралийците достигат Barce на 5 февруари. Tellera нарежда на Bergonzoli да пробие блокиращата пътя линия. Италианската артилерия започва да пристига, но бронетанковата бригада Babini е отделена за ариергардни действия. Creagh нарежда на King's Royal Rifle Corps да се насочи към Sceleidima и да атакува италианския тил в близост до брега, докато група Комб и 4-та бронетанкова бригада поддържат защитната линия. Последните разполагат с два Крузър и три леки танка в щаба на бригадата, седем крузъра и шест леки в 3-ти хусарски полк, един Крузър и 29 леки в 7-и хусарски полк и дванадесет крузъра и седем леки танка във 2-ри кралски бронетанков полк.
През следващия ден се водят две отделни, но свързани битки: при блокирания път от група Комб при Sidi Saleh и 4-та бронетанкова бригада край Beda Fomm. Първата атака срещу 2-ри кралски бронетанков полк, разположен на хълм, започва в 830 часа. Група от десет М-13 са унищожени от британските А13, от ескадрон А, от приблизително разстояние 600 ярда (546 м). След това те се изтеглят до следващия хълм, където унищожават още седем М-13. През това време ескадрон В, разполагащ с по-бавните А9 и А10, попадат на италианска група и унищожават още седем танка. Атаката срещу група Комб е отблъсната от ескадрон А, пленени са 330 войника.
Обстрелът на италианската артилерия срещу хълма, на който е разположен 2-ри кралски бронетанков полк, нанася известни загуби. До този момент остават много амунициите, 40 италиански средни танка са унищожени, но остават още около 50 в бойна готовност. В 1415 часа 2-ри кралски бронетанков полк е готов да се върне в битката (загубени са още три танка поради повреди). През това време италианската артилерия е окупирала хълма (първоначалната им позиция) и затова те се разполагат на юг от него. Британската артилерия се намесва и до 1600 часа 2-ри кралски бронетанков полк си връща позицията, но вечерта се изтегля, за да може да възстанови амунициите.
През цялата сутрин италианците атакуват позициите на група Комб. Атаките се различават по сила и съгласуване, но всички са отблъснати. Около 1040 часа три колони, водени от пехота и съдържащи голям брой машини, напредват. Колоната на изток от пътя скоро е спряна и се предава. Централната е подкрепена от танкове и артилерия. След едночасови боеве и тя се предава. На запад около 1800 часа 30 италиански танка и машини пробиват при 2-ри кралски бронетанков полк, след което се насочват към група Комб и я достигат около 2100 часа. Част от мините на пътя са махнати и част от италианците успяват да минат през позицията. Четири танка са унищожени, а други четири заедно с няколко камиона преминават. Съпътстващата ги пехота от 500 войника се предават. Мините са поставени отново и при следващата атака са взети още 150 военнопленника. Последният опит е по крайбрежната линия, но е отблъснат от 106-а кралска конна артилерия, подкрепена от две противотанкови оръдия (свежо подкрепление).
Бергонзоли решава да използва останалите му 30 танка за фронтална атака срещу група Комб. Предния ден King's Royal Rifle Corps превзема Sceleidinia и О’Конър ги насочва към италианския тил. На Mackay е наредено да отдели два пехотни батальона със същата задача.
В 630 часа след тежък артилерийски обстрел започва последната отчаяна италианска атака. Стрелящите в движение М-13 са изправени срещу противотанковите оръдия на 106-а кралска конна артилерия. Едно по едно британските оръдия са унищожени. Челните пехотни позиции се превзети, започва ожесточен ръкопашен бой. Оръдията от батарея В от 4-та кралска конна артилерия получават разрешение да започнат обстрел срещу пехотните позиции. Част от италианските танкове са унищожени, останалите са споходени от същата съдба от обстрел с противотанкови пушки (на стрелковата бригада) и 25-паундовите оръдия. Последният от тях е унищожен на 18 м от офицерската палатка.
Останали без танкове италианците започват да се предават на големи групи. Загубите на 2-ра RB наброяват едва трима убити и четирима ранени.
В крайна сметка Бергонзоли е пленен в Бенгази, след като остатъците на италианската 10-а армия са отрязани и победени при Беда Фом.

## Резултат
След 10 седмици италианската 10-а армия престава да съществува. Британските и колониалните сили напредват 800 км, унищожават около 400 танка и 1292 артилерийски оръдия и пленяват 130 хил. войника. За сравнение загубите им възлизат на 494 убити и 1225 ранени. Когато настъплението достига Ел Агейла, Чърчил нарежда то да спре, а войниците да бъдат изпратени да защитават Гърция. На 11 януари 1941 година самолетоносачът HMS Illustrious е повреден при атака от пикиращи бомбардировачи. Това позволява на първите части на германския Африкански корпус да започнат да пристигат в Триполитания (Операция Зоненблуме), с което войната в пустинята взема напълно различен ход.
Поради другите поражения в ранните години на войната, съюзническите части, участващи в операция Компас, получават голямо медийно внимание и стават известни като „30-те хиляди на Уейвъл“, което е използвано за заглавие на британската документална хроника на кампанията от 1942 година.

## Цитати
- Бонър Фелърс: „Генерал Уейвъл ми каза, че ще правят маневри, така че отидох като наблюдател и по дяволите – заслужаваше си.“
- Анонимен офицер от гвардейците от Колдстрийм: „... доколкото мога да видя пленихме около 20 акра офицери и 100 акра редови войници.“[19]
- Антъни Еден: (след битката при Барбия) „Никога толкова много не са се предавали на толкова малко.“
- Родолфо Грациани: (писмо до Мусолини след загубата) „В този театър на бойните действия една бронетанкова дивизия е по-важна от цяла пехотна армия.“[20]